# Flughafen Telêmaco Borba

i7
i11
i13
Der Flughafen Telêmaco Borba (portugiesisch Aeroporto de Telêmaco Borba, (IATA-Code: TEC, ICAO-Code: SSVL), ehemals SBTL) ist ein Flughafen in der Nähe der brasilianischen Stadt Telêmaco Borba.

## Ausstattung
Der Flughafen verfügt über eine in Nord-Süd-Richtung verlaufende und asphaltierte Start- und Landebahn von 1.800 m Länge und 30 m Breite. Aktuell (2016) wird der Flughafen nicht von regelmäßigen Linienflügen bedient.